# Колібрі-лісовичок сапфіровогрудий
Колі́брі-лісовичо́к сапфіровогрудий (Chrysuronia lilliae) — вид серпокрильцеподібних птахів родини колібрієвих (Trochilidae). Ендемік Колумбії.

## Опис
Довжина птаха становить 8,9-9,4 см, самці важать 4,3 г. У самців верхня частина тіла зелена, блискуча, хвіст роздвоєний, синювато-чорний. На горлі райдужна фіолетова пляма, решта нижньої частини тіла синя, блискуча. Дзьоб короткий, прямий, зверху чорний, знизу рожевий з чорним кінчиком. У самиць верхня частина тіла зелена, блискуча, хвіст зеленувато-чорний. Груди і боки сині, блискучі, решта нижньої частина тіла сіра.

## Поширення і екологія
Сапфіровогруді колібрі-лісовички мешкають на карибському узбережжі Колумбії між естуаріями річок Магдалена і Ранчерія, в департаментах Атлантико, Маґдалена і Гуахіра. Більшість спостережень цього виду були зроблені на острові Саламанка і на болоті Сьєнага-Гранде-де-Санта-Марте. Сапфіровогруді колібрі-лісовички живуть в мангрових лісах і прибережних вологих лісах, іноді в сухих чагарникових заростях, на висоті до 100 м над рівнем моря. Вони живляться нектаром квітучих рослин, зокрема мангрових дерев Pelliciera rhizophorae та Erythrina fusca, а також комахами.

## Збереження
МСОП класифікує цей вид як такий, що перебуває під загрозою зникнення. За оцінками дослідників, популяція сапфіровогрудих колібрі-лісовичків становить від 285 до 440 дорослих птахів. Їм загрожує знищення природного середовища.